# Vertigo (DC Comics)
Vertigo – imprint wydawnictwa DC Comics, specjalizujący się w wydawaniu komiksów dla dorosłych, utrzymanych najczęściej w konwencji fantasy, science-fiction i horroru. Istniał od 1993 do 2020. Vertigo zostało założone z inicjatywy Karen Bergner, pracownicy DC Comics, która została szefem imprintu. Duży wpływ na kształt Vertigo od początku mieli scenarzyści z Wielkiej Brytanii, jak Alan Moore, Neil Gaiman, Grant Morrison czy Peter Milligan. Pod marką Vertigo ukazywały się komiksy różniące się od typowych amerykańskich produkcji: nie stroniły od kontrowersyjnych tematów, seksu, wulgaryzmów czy polityki. Pod szyldem Vertigo wydano też kilka komiksów pierwotnie nienależących do tego wydawnictwa, jak V jak vendetta, zaś inne, jak Transmetropolitan, zostały przeniesione do niego z innych imprintów. Po likwidacji Vertigo serie komiksowe publikowane pod tą marką zostały przeniesione pod szyld DC Black Label.

## Najważniejsze komiksy wydawnictwa Vertigo
Sandman – komiks według scenariusza Neila Gaimana. 75-odcinkowa historia losów Snu z Nieskończonych – jednej z siedmiu nieśmiertelnych istot władających podstawowymi elementami Wszechświata. Sandman to jedyny komiks, który zdobył Nagrodę World Fantasy i jeden z nielicznych komiksów które trafiły na listę bestsellerów "New York Times". Doczekał się wielu serii pobocznych.
Lucyfer – spin-off Sandmana, również liczący 75 numerów. Opowiada o Lucyferze – upadłym aniele, który porzucił swą rolę i postanowił zamieszkać na ziemi. Autorem scenariusza jest Mike Carey.
Saga o potworze z bagien – opowiada historię człowieka przetransformowanego w bagiennego potwora, człowieka-roślinę. Seria pisana przez różnych scenarzystów. Wielokrotnie nagradzana. Doczekała się dwóch ekranizacji. Początkowo Swamp Thing (czyli Potwór z bagien) był zwykłym bohaterem DC, dopiero gdy tytuł przejął Alan Moore, komiks został przeniesiony do Vertigo, przy całkowitej zmianie klimatu z superbohaterskiego na mroczny.
Hellblazer – komiks opowiada o losach cynicznego maga, Johna Constantine'a, który po raz pierwszy pojawił się w komiksach o Potworze z bagien. Pisany przez różnych scenarzystów, Hellblazer jest najdłużej ukazującym się komiksem Vertigo (zakończona w 2013 roku seria liczy 300 zeszytów). Największą sławę przyniósł mu run Gartha Ennisa. Na jego podstawie powstał film Constantine. 
Transmetropolitan – 60-częściowa historia dziennikarza Spidera Jerusalema, który wypowiada wojnę skorumpowanemu rządowi USA, utrzymana w konwencji postcyberpunku. Napisana przez Warrena Ellisa. Pierwszych dwanaście numerów komiksu wyszło pod szyldem imprintu Helix, ale po jego upadku seria została przeniesiona do Vertigo.
Kaznodzieja – pisany przez Gartha Ennisa. Liczący 66 numerów, 5 wydań specjalnych i czteroczęściową dodatkową mini serię, Kaznodzieja jest opowieścią o losach kaznodziei Jesse Custera, który przypadkowo połączył się z istotą zwaną Genesis, co daje mu władzę nad ludzką wolą. Jesse wyrusza w podróż w poszukiwaniu Boga, który opuścił Niebo w chwili, gdy narodził się Genesis.
Baśnie – komiks pisany przez Billa Willinghama, opowiada o mieszkańcach świata baśni, którzy wieki temu zostali wygnani ze swojego świata przez armie demonicznego Adwesarza i od ponad wieku w ukryciu zamieszkują na Ziemi, robiąc wszystko, aby nie zostać odkrytymi przez ludzi. 
100 naboi – komiks który zdobył nagrodę Nagrodę Eisnera i Nagrodę Harveya, osadzony w konwencji kryminału noir oraz filmów Quentina Tarantino. Opowiada o Agencie Gravesie, który oferuje skrzywdzonym ludziom szansę zemsty.
Animal Man – kolejny, obok Potwora z bagien, bohater DC "odświeżony" przez Vertigo. Scenarzysta Grant Morrison uczynił głównego bohatera byłym superbohaterem, który zdecydował się na normalne życie. W komiksie omawiane są między innymi problemy praw zwierząt, wegetarianizmu. Numer piąty serii zdobył Nagrodę Eisnera w roku 1989. Po odejściu Morissona komiks kontynuowany przez innych scenarzystów. Pod szyldem Vertigo wydawany od numeru 57 po kolejnych gruntownych zmianach.
Y: Ostatni z mężczyzn – komiks pisany przez Brian K. Vaughana. Opowieść rozgrywająca się w świecie, w którym jednego dnia zmarli męscy przedstawiciele wszystkich gatunków na Ziemi, w tym człowieka, oprócz dwóch – Yoricka Browna i jego samca kapucynki. 
Kid Eternity – Komiks powstały jeszcze w latach czterdziestych, opowiada o chłopcu, który w wyniku pomyłki w niebie zginął pięćdziesiąt siedem lat za wcześnie, więc został wskrzeszony, pod warunkiem, że spędzi następne pół wieku na czynieniu dobra, oraz otrzymał moc przywoływania postaci historycznych lub mitologicznych. Prawa do postaci zostały zakupione przez DC, które po kilku jego występach w komiksach dała mu własny komiks pod szyldem Vertigo. Tam postać została poddana konkretnym zmianom, w wyniku których została agentem jednego z Władców Chaosu, zdolnym przywoływać demony udające postacie historyczne – była to część intrygi jaka miała umożliwić władcom chaosu powrót do Nieba, skąd kiedyś zostali wygnani.
Sandman Mystery Theathre'' – próba odświeżenia superbohatera z lat czterdziestych, który używając pseudonimu Sandman zwalczał przestępczość za pomocą usypiającego gazu. Utrzymana w klimatach filmu noir. W one-shocie Sandman Midnight Theatre Neila Gaimana doszło do spotkania bohatera tego komiksu i Snu z Nieskończonych.
Łasuch – seria 40 komiksów umiejscowionych w postapokaliptycznej rzeczywistości. Opowiada ona historię Gusa – narodzonej w wyniku tajemniczej zarazy hybrydy człowieka i zwierzęcia. Zmuszony do opuszczenia rodzinnych stron Gus i jego przyjaciele przeżywają liczne przygody, starając się odnaleźć swoje miejsce w świecie oraz dowiedzieć się o swoim pochodzeniu. Komiks stworzony w całości przez Jeffa Lemirea.
Amerykański wampir – seria komiksowa stworzona przez Scotta Snydera. Współtwórcą scenariuszy pierwszych zeszytów jest Stephen King. Jest to opowieść o pierwszych wampirach (Skinner Sweet oraz Pearl Jones) zrodzonych na amerykańskiej ziemi. Są silni, nie boją się słońca i starych wampirów, które usiłują ich zabić.
Skalp – seria utrzymana w konwencji kryminału i westernu, której akcja rozgrywa się w fikcyjnym indiańskim rezerwacie Prairie Rose w Stanach Zjednoczonych. Rządzi w nim Lincoln Czerwony Kruk, będący jednocześnie szefem lokalnej policji, przywódcą rady plemiennej i mafijnym bossem. Po 15 latach do rezerwatu wraca Dashiell Zły Koń, syn byłej przyjaciółki Lincolna. Lincoln proponuje mu dołączenie do skorumpowanej policji, nie wie jednak Dashiell został tu wysłany przez FBI.
Loveless – western opowiadający historię Wesa Cuttera, żołnierza Konfederacji w czasie wojny secesyjnej w USA w latach 60 XIX wieku. Po uwolnieniu z obozu jenieckiego wraca do rodzinnej miejscowości Blackwater, znajdującej się pod kontrolą żołnierzy Unii, gdzie otrzymuje stanowisko szeryfa, jednak nie wszyscy są z tego powodu zadowoleni.

## Aluzje i nawiązania
W siódmym numerze komiksu Planetary główni bohaterowie dowiadują się, że ich znajomy, Jack Carter, został zamordowany. W drodze na pogrzeb toczą rozmowę z której wynika, że Carter był postacią niezwykle podobną do Johna Constantine'a. Na pogrzebie towarzyszy im grupa przedziwnych postaci wyglądających podobnie do wielu popularnych postaci Vertigo. Jak zostaje wyjaśnione, są oni odpowiedzią Wysp Brytyjskich na rządy Margaret Thatcher – wedle zasady "chora władza rodzi chore społeczeństwo". Po pogrzebie Planetary zaczynają prowadzić śledztwo w sprawie śmierci Cartera – odkrywają, że ten sfingował własną śmierć i spotykają osobnika w superbohaterskim stroju, który chciał zabić Cartera, bo obwinia go o zniszczenie mu życia, poprzez wprowadzenie do niego takich spraw jak problemy z określeniem swojej orientacji seksualnej czy uzależnienie od sterydów. Pojawia się Carter, teraz wyglądający niemal identycznie jak Spider Jerusalem i zabija go. Wyjaśnia swoim przyjaciołom, że postanowił skończyć wieczne życie przeszłością i spróbować odnaleźć się we współczesności.
Komiks stanowi ukrytą analizę Vertigo i jego wpływu na cały przemysł komiksowy. Jak zauważa scenarzysta, większość najpopularniejszych bohaterów wydawnictwa została stworzona w latach osiemdziesiątych przez Brytyjczyków i w pewnym stopniu oddają atmosferę tej dekady. Miotający żale superbohater symbolizuje głosy konserwatystów, którym nie podobało się, jak bardzo Vertigo odmieniło wiele postaci i wpłynęło na cały amerykański komiks, zmuszając scenarzystów do pisania mroczniejszych i dramatyczniejszych historii oraz odzierając superbohaterów z aury doskonałości i niewinności. Chcieliby oni powrotu do czasów, kiedy bohaterowie byli prości i szlachetni, ale to niemożliwe – dlatego osobnik w stroju bohatera zostaje zastrzelony. Zmiana jaka zaszła w Carterze, który z Johna Constantina zmienił się w Spidera Jerusalema, symbolizuje ewolucje wydawnictwa – Vertigo nie zatrzymuje się na latach osiemdziesiątych i wciąż szuka nowych dróg rozwoju – ale też i głos krytyki, ponieważ, jak na ironię, John Constantine jest jedyną postacią Vertigo, w której właściwie nic od lat się nie zmieniło.
W produkowanym przez The CW serialu Arrow, Vertigo jest nazwą groźnego narkotyku, z którego dystrybucją walczy tytułowy bohater.